# Christus am Kreuz (Dom zu Verden)

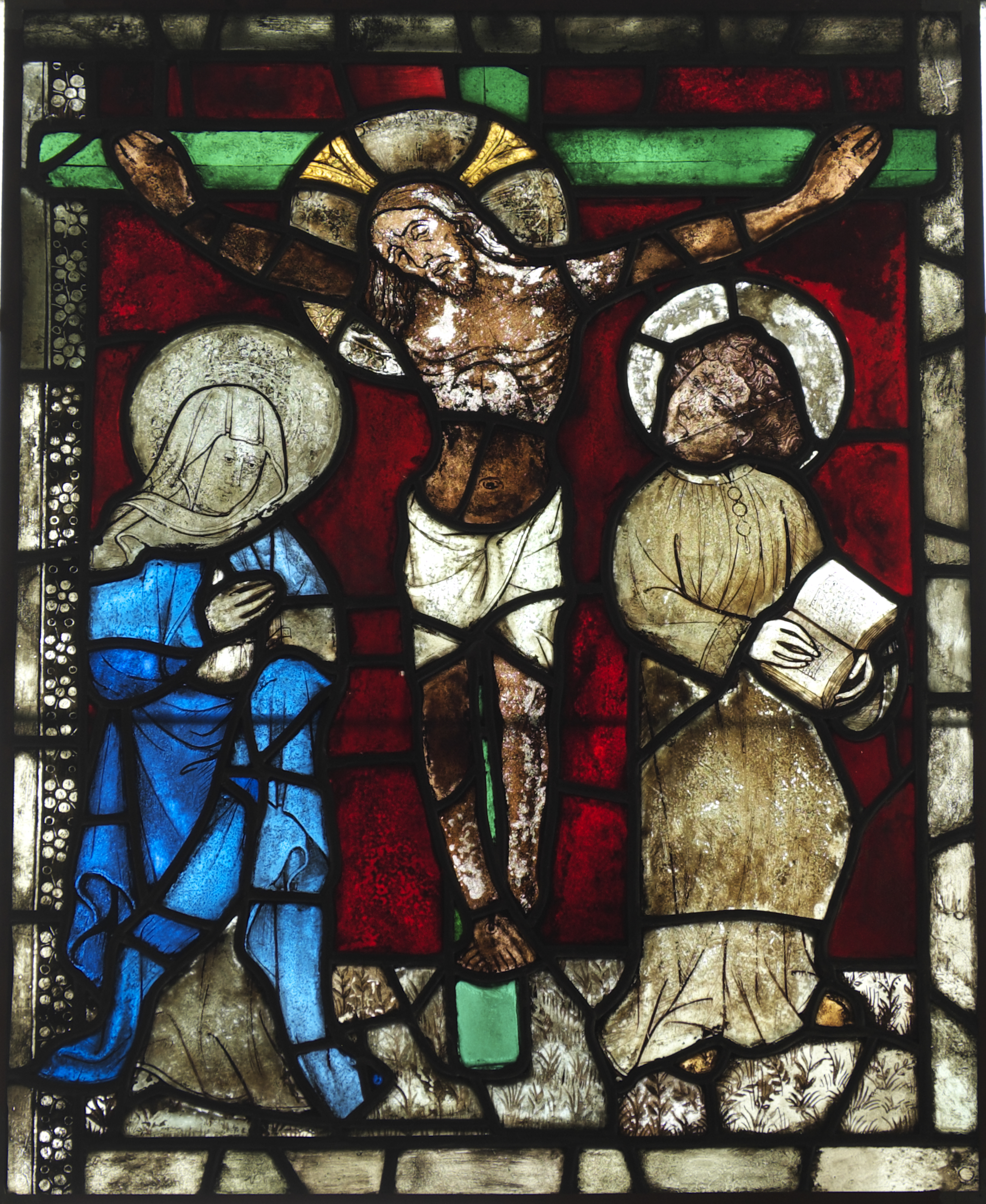
Christus am Kreuz im Dom zu Verden

Das Glasgemälde Christus am Kreuz im Dom zu Verden in Verden, einer Stadt im Landkreis Verden in Niedersachsen, wurde im ersten Viertel des 15. Jahrhunderts geschaffen.
Die Scheibe in der Sakristei ist 65 cm hoch und 49 cm breit, sie stammt von einer unbekannten Werkstatt. Die Rechteckscheibe, deren Herkunft aus der Heilig-Geist-Kirche in Wolterdingen nicht mit letzter Sicherheit nachgewiesen werden kann, stellt das Kreuz mit Jesus Christus, flankiert von Maria und Johannes, dar (Joh 19,25–27 ).
Elena Kosina schreibt: „In der konventionellen, auf drei Figuren reduzierten Kreuzigungsszene ist die Körperhaltung und die Gebärdensprache des Hl. Johannes ungewöhnlich frei: Die Hand auf das aufgeschlagene Evangelium gelegt, steht er mit dem Rücken zum Kreuz und sieht über die Schulter hinweg erstaunt oder fragend zu Christus auf.“